# マナサスパーク (バージニア州)
マナサスパーク（英: Manassas Park）は、アメリカ合衆国バージニア州の独立市である。人口は1万7219人（2020年）。ワシントンD.C.の南西40キロメートルに位置している。

## 歴史
1957年に町として法人化され、1975年に市となった。

## 地理
マナサス市に接し、それ以外の周りをプリンスウィリアム郡に取り囲まれている。座標は 北緯38度46分24秒 西経77度27分12秒 / 北緯38.77333度 西経77.45333度。
アメリカ合衆国商務省経済分析局は統計上の目的で、マナサスパーク市、マナサス市とプリンスウィリアム郡を1つにしているが、アメリカ合衆国国勢調査局はマナサスパーク市を1つの集計単位にしている。
アメリカ合衆国国勢調査局に拠れば、市域全面積は2.5平方マイル (6.5 km2) であり、すべて陸地である

### 隣接する郡と独立市
- プリンスウィリアム郡 - 北、東、南
- マナサス市 - 西、南西

## 交通
バージニア急行鉄道のマナサス・パーク駅がある。

## 教育
マナサスパーク市の公共教育はマナサスパーク市教育学区が管轄している。学校は小学校2校、中学校と高校が各1校である。マナサスパーク小学校は環境に優しい学校とされている。

## 警察
マナサスパーク警察署は、動物管理、麻薬とギャングのタスクフォースなど多くの任務がある。50人以上の雇員と警官を抱え、2007年に古い建物に変わって近代的な3階建ての警察署を新築した。地元マナサスパーク通信とセキュリティの会社が提供した先進的なセキュリティとマルティメディアシステムが備えられた。広さが2.5平方マイル (6.5 km2) しかない市に、それほど多くの人員と政府インフラは必要ないという意見の住人もいる。

## 人口動態
以下は2000年国勢調査による人口統計データである。
| 基礎データ - 人口: 10,290人 - 世帯数: 3,254 世帯 - 家族数: 2,557 家族 - 人口密度: 1,596人/km2（4,129人/mi2） - 住居数: 3,365軒 - 住居密度: 522軒/km2（1,350軒/mi2） 人種別人口構成 - 白人: 72.79% - アフリカン・アメリカン: 11.17% - ネイティブ・アメリカン: 0.44% - アジア人: 4.06% - 太平洋諸島系: 0.07% - その他の人種: 8.14% - 混血: 3.33% - ヒスパニック・ラテン系: 15.00% - 外国生まれ: 15.0% 年齢別人口構成 - 18歳未満: 31.0% - 18-24歳: 8.7% - 25-44歳: 40.1% - 45-64歳: 15.9% - 65歳以上: 4.3% - 年齢の中央値: 30歳 - 性比（女性100人あたり男性の人口） - 総人口: 103.8 - 18歳以上: 103.0 | 世帯と家族（対世帯数） - 18歳未満の子供がいる: 45.4% - 結婚・同居している夫婦: 59.9% - 未婚・離婚・死別女性が世帯主: 12.1% - 非家族世帯: 21.4% - 単身世帯: 14.4% - 65歳以上の老人1人暮らし: 2.6% - 平均構成人数 - 世帯: 3.16人 - 家族: 3.47人 収入と家計 - 収入の中央値 - 世帯: 60,794米ドル - 家族: 61,075米ドル - 性別 - 男性: 38,643米ドル - 女性: 30,942米ドル - 人口1人あたり収入: 21,048米ドル - 貧困線以下 - 対人口: 5.2% - 対家族数: 4.7% - 18歳未満: 5.8% - 65歳以上: 11.2% |